# Bhagavati, Bagalkot
Bhagavati là một làng thuộc tehsil Bagalkot, huyện Bagalkot, bang Karnataka, Ấn Độ.